# N-547
La N-547, o carretera nacional Lugo - Santiago de Compostela, es una carretera nacional que une la N-540, a la altura de Guntín, con la autovía A-54 y la carretera nacional N-634, en el municipio coruñés de El Pino. Fue creada en 1988, tomando el trazado de la antigua comarcal C-547.
La N-547 tiene un elevado índice de siniestralidad, y se prevé su sustitución por la A-54.